# 喻德洪
喻德洪（1926年4月—2017年10月18日）湖北汉口人，中华人民共和国肛肠外科学家、医学教育家。被誉为是“中国造口之父”。

## 生平
喻德洪1951年自四川成都华西协合大学医学系毕业。中国共产党党员。是中国人民解放军第二军医大学教授、长海医院肛肠外科第一任主任。曾任中华医学会外科学会肛肠外科组组长、顾问、中国外科年鉴副主编、中国造口联谊会主席、世界肠造口治疗师协会会员、国际造口协会会员，并任中国国内20余家医学杂志的顾问、副主编及编委。
喻德洪从医66年，在外科治疗慢性难治性便秘，并从事肠造口康复治疗。1988年在上海率先成立上海造口联谊会，截至2017年已在26个城市成立造口协会或联谊会。
2017年10月18日，喻德洪在上海病逝，享年91岁。

## 荣誉
- 1993年享受国务院政府特殊津贴。[3]
- 2000年，在荷兰获国际造口协会职业奉献奖。[1]
- 在中国国内被称为是“中国现代肛肠外科创始人”，“中国造口之父”，“中国便秘外科治疗开创人”。[3]

## 专著[3]
- 《现代肛肠外科学》ISBN 7800206904
- 《现代肛肠外科手术图谱》ISBN 9787534924682
- 《肛肠外科问答》(第一版、第二版ISBN 7532346129)等主编、副主编及合作编写医学书籍37本。